# Parapet
|  | Aquest article tracta sobre el mur usat en l'exèrcit. Si cerqueu el mur usat en construcció, vegeu «ampit». |

El parapet, en l'àmbit militar, és un mur o un terraplè curt format sobre el principal cap a la part de la campanya. El parapet defensava el pit dels soldats que estaven al seu darrere, contra els cops enemics. En un principi eren de pedra i estaven perforats amb espitlleres però posteriorment es van fer de terra per a resistir millor les bales de canó. Amb tot, la creixent potència de l'artilleria va obligar a intercalar una maçoneria de ciment al mig de la terra del parapet per tal d'augmentar-ne la resistència. El parapet ha d'estar sempre precedit d'un fossat.